# Tarras Tovar
Pour les articles homonymes, voir Tovar.
Tarras Tovar, né le 7 décembre 1955 à Stockholm, est un joueur de squash représentant la Suède. Il est champion de Suède en 1973 et 1976.

## Biographie
Il commence sa carrière de squash en 1967 au club de squash de Stockholm. Il remporte quatre championnats suédois juniors en squash: 1970, 1972, 1973 et 1974. Il devient champion écossais junior et finaliste du championnat du monde officieux junior, Drysdale Cup en 1973. Il est champion suédois junior et senior la même année en 1973. Il participe aux championnats du monde 1977 mais s'incline dès le premier tour.
De 1983 à 1984, il est vice-président et de 1984 à 1985 président de la fédération suédoise de squash (suédois : Svenska Squashförbundet). En 1983, Tarras Tovar lance et gère un projet prestigieux dans lequel un court de verre de squash est mis en place à Kungsträdgården, un parc de Stockholm pour diffuser l'intérêt pour ce sport.
Tarras Tovar travaille ensuite à l'international à partir de 1985 pendant 17 ans à Karachi, Bangkok, Hong Kong, Doha et Palma. À Hong Kong, il représente le Hong Kong Football Club et il est champion avec le club en 1994 et 1995. Il est membre à vie du HKFC.

## Palmarès

### Titres
- Championnats de Suède : 2 titres (1973, 1976)